# Chimilas
Chimilas ou ette ennaka ('gente propria') é um povo originario aa Colômbia, que habita em dois Resguardos indígenas demarcados, o primeiro constituido em 1990 pelas áreas de Issa Oristunna (Terra da Nova Esperança), e Ette Buteriya (Pensamento Próprio), no município de Sabanas de San Angel, departamento de Magdalena; o segundo constituido em 2021, Itti Takke (Nueva Tierra), no corregimento de Chimila, município de El Copey, departamento de Cesar, e também, na comunidade Naara Kajmanta (Mãe Nossa), no corregimento de Gaira, Santa Marta, Magdalena. O 37,5% dos chimilas moram dispersos fora destes assentamentos.

## História
Até o século XVIII, o território Chimila estava compreendido entre o sopé da Sierra Nevada de Santa Marta, a ilha de Mompox e a Ciénaga de Zapatosa, a margem direita do rio Magdalena, o rio Ariguaní e o rio Cesar, sendo seu vizinhos ao sudeste dos Yukpa; ao norte e noroeste o Ika, Koguis e Mocanás e ao sul o Pacabuye.
Durante o século XVIII, o território Chimila foi continuamente invadido pelos fazendeiros espanhóis, que acabaram por obrigar os indígenas a aceitarem ser reduzidos a povoados, no final desse século e no início do século XIX. Aproveitando a guerra de independência, os Chimila deixaram as aldeias e foram para a selva, principalmente na bacia do rio Ariguaní. A partir de 1920, patrões italianos tomaram o território Chimila e trabalhadores indígenas para explorar o bálsamo-de-tolu, mas ainda em 1944 foi possível encontrar chimilas desfrutando de sua vida tradicional em áreas de selva que serviam de refúgio para eles.
Entre 1946 e 1960 os refugios Chimila foram atacados pelos proprietários de terras que incendiaram os assentamentos e instalaram outros habitantes como lavradores, sob o regime feudal do terraje. Em 1989, os Chimila foram atomizados trabalhando em fazendas na planície de Ariguaní entre Monte Rubio e El Difícil. A luta deles fez com que o Instituto Colombiano de Reforma Agrária extinguisse o domínio do latifundiário em um setor da fazenda La Sirena para estabelecer em 19 de novembro de 1990, o resguardo onde hoje vivem, à qual se agregou um terreno adquirido pela mesma entidade em a fazenda da Alemanha, em 2 de abril de 1992, que os Chimila chamam de Ette Butterita. A partir de 2005, o Instituto Colombiano de Desenvolvimento Rural adquiriu gradualmente outras fazendas para expandir o resguardo chimila e resolver o problema de escassez de terras.
Entre 1996 e 2006 uma parte dos chimila sofreram o deslocamento interno que determinou a formação das comunidades de Itti Takke em El Copey, Diwana em Valledupar e de Naara Kajmanta em Santa Marta.
Hoje os Chimila vivem principalmente da agricultura e do trabalho assalariado nas fazendas de gado. Os sonhos parecem ser muito importantes para sua cultura.